# Браян Себальйос
Браян Андрес Себальйос Хіменес (ісп. Brayan Andrés Ceballos Jiménez, 24 травня 2001, Калі) — колумбійський футболіст, захисник клубу «Нью-Інгленд Революшн».

## Клубна кар'єра
Вихованець клубу «Універсітаріо Попаян». 30 квітня 2018 року в матчі проти «Кортулуа» він дебютував у Прімері B.
На початку 2019 року Себальос перейшов у «Депортес Кіндіо». 5 березня в матчі проти «Бока Хуніорс» (Калі) він дебютував за новий клуб. 2021 року Брайан допоміг клубу вийти в еліту. 18 липня в матчі проти «Хагуарес де Кордова» він дебютував у вищому колумбійському дивізіоні. 18 серпня в поєдинку проти «Атлетіко Букараманга» Браян забив свій перший гол за «Депортес Кіндіо».
На початку 2022 року Себальос перейшов у бразильську «Форталезу». 15 лютого в поєдинку Кубка Нордесте проти «Ботафого» Браян дебютував за нову команду і згодом виграв з командою цей турнір. 10 квітня в матчі проти «Куяби» він дебютував у бразильській Серії A.
11 липня 2023 року був відданий в оренду на один рік у «Атлетіко Хуніор». По її завершенні у червні 2024 року знову відправився в оренду, на цей раз у «Динамо» (Київ) до кінця року. Дебютував у складі киян 14 вересня у матчі чемпіонату проти луганської «Зорі» (2:0), вийшовши на останніх секундах гри замість Миколи Михайленка.

## Виступи за збірну
На початку 2024 року у складі збірної Колумбії до 23 років був учасником Передолімпійського турніру КОНМЕБОЛ.